# Centrale de Rihand
La centrale de Rihand est une centrale thermique alimentée au charbon située dans l'état de l'Uttar Pradesh en Inde.